# جند دمشق
جند دمشق هو أحد أجناد بلاد الشام في عهد الخلفاء الراشدين والعهد الأموي.

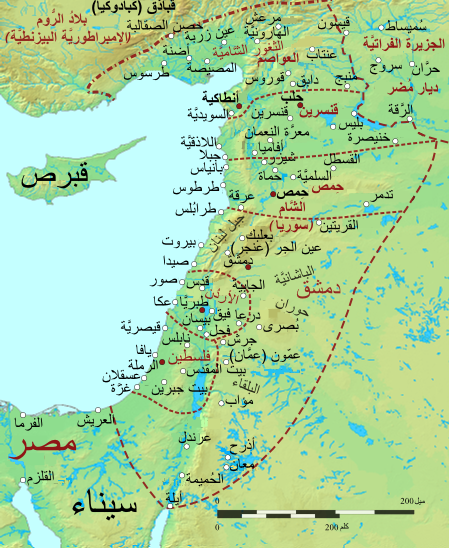
خريطة لولاية الشام وتقاسيمها الإدارية

بعد أن فُتحت بلاد الشام في عهد عمر بن الخطاب قسمت الشام إلى مقاطعات عدة دُعي كل منها جُنداً وهي تقسيم إداري عسكري. وكان جند دمشق أحد خمسة أجناد تابعة لولاية الشام. كانت الأجناد الأربعة الأخرى جند قنسرين وجند حمص وجند فلسطين وجند الأردن.
ومن مدن وكور هذا الجند: قارة، وبعلبك والقطيفة وطرابلس الشام وجبيل وصيدا وبيروت والجليل. ضم هذا الجند مناطق وسط الساحل (بما يشمل اليوم لبنان) ووسط الداخل السوري والقسم الجنوبي من بادية الشام، وهنا وصف لجند دمشق على لسان ياقوت الحموي في معجم البلدان:

## وصلات خارجية
- جُند دمشق